# John Crawford Vaughn
Pour les articles homonymes, voir Vaughn.
John C. Vaughn (24 février 1824 – 10 septembre 1875) est un officier confédéré de cavalerie originaire de l'Est du Tennessee.
Il sert lors de la guerre américano-mexicaine, prospecte lors de la ruée vers l'or de Californie, et participe aux batailles de la guerre de Sécession comme la première bataille de Bull Run, Vicksburg, Piedmont, et Saltville.

## Jeunesse et carrière militaire
John Crawford Vaughn, naît en 1824 dans une ferme dans le comté de Monroe, dans le Tennessee. Il explore probablement les collines et les vallées de l'Est du Tennessee à cheval comme un jeune. À partir de 1830 et jusqu'en 1841, il suit sa scolarité à la Bolivar Academy à Madisonville, Tennessee.

## Carrière
À 23 ans en 1847, Vaughn se porte volontaire pour combattre lors de la guerre américano-mexicaine. Il est élu capitaine et marche vers la Ville de Mexico, mais son régiment ne participe pas à une action militaire. Il quitte l'armée en juillet, en 1848.
En 1850, Vaughn et dix-sept autres hommes du comté de Monroe partent pour prospecter de l'or en Californie. Aucun ne fait fortune, et John revient dans le Tennessee en 1852. Il construit un hôtel dans la nouvelle ville ferroviaire de Sweetwater. En 1856, il est élu shérif du comté de Monroe.

### Guerre de Sécession
Au cours de la guerre de Sécession, Vaughn lève le premier régiment confédéré du Tennessee et est avec Jefferson Davis lors des derniers jours de la guerre. Sa famille est emprisonnée par les forces de l'Union, et il lui faut plusieurs années après la guerre de Sécession avant qu'il puisse revenir en toute sécurité dans le Tennessee. Pourtant, il est finalement élu à l'assemblée générale de son Tennessee natal (1871-1873).
Avant même la sécession du Tennessee, au début de 1861 Vaughn recrute deux unités du comté de Monroe pour soutenir le sud de la cause. Les recrues forment le 3rd Tennessee Infantry Regiment, le 29 mai, et Vaughn est élu colonel. Le 18 juin, les hommes de Vaughn remportent une escarmouche à New Creek, près du Maryland et de la Virginie-Occidentale. Le 21 juillet, le régiment de Vaughn voyage par le train de la vallée de la Shenandoah jusqu'à Manassas Junction. Le régiment participe à la percée de la droite de l'Union à la première bataille de Bull Run.
Les troupes de Vaughn partent dans l'Est du Tennessee en 1862 et combattent contre des factions de l'Union dans le comté de Scott. En mai, le régiment de Vaughn patrouille dans les cols dans le nord de montagnes Cumberland, gagnant des batailles à Tazewell en août, et aidant à reprendre le contrôle de Cumberland Gap. En septembre, Vaughn est promu au brigadier général. En décembre, les hommes du Tennessee de l'Est du général Vaughn partent par train à Jackson, Mississippi.
La brigade de Vaughn tient les hauteurs au nord de Vicksburg pendant les quatre premiers mois de 1863. Le 17 mai, les forces de Grant percent la ligne confédérée à la bataille de Big Black River Bridge forçant à la reddition de deux régiments de Vaughn. Les confédérés se retirent dans Vicksburg où ils se rendent finalement le 4 juillet. Vaughn est libéré sur parole et, en octobre, commence à rassembler ses troupes. Il gagne une escarmouche contre les troupes de l'Union à Philadelphie, Tennessee, et combat également des maraudeurs dans son comté de Monroe. Travaillant avec Longstreet pour essayer et prendre Knoxville en décembre, Vaughn est forcé de se retirer dans le haut de l'Est du Tennessee. À la fin de décembre, Vaughn est autorisé à monter sa brigade.
Dans l'été de 1864, la cavalerie de Vaughn part vers la Vallée de Shenandoah. Le 5 juin, l'Union met en déroute les confédérés lors de la bataille de Piedmont. Les confédérés sous les ordres de Grumble Jones sont mal déployés, et certains cavaliers de Vaughn ne parviennent pas engager le combat. Gordon soutient que Vaughn est avec ses troupes démontées sur la gauche confédérée et n'est pas responsable de l'inactivités des unités. En septembre, Vaughn revient dans l'est du Tennessee remportant une escarmouche en octobre près de Bull's Gap, mais est mis en déroute à la « bataille de Morristown »(Archive.org • Wikiwix • Archive.is • Google • Que faire ?) (consulté le 10 juillet 2017).
En avril 1865, Vaughn et ses troupes sont près de Christanburg, en Virginie, se déplaçant en direction de la Caroline du Nord après les nouvelles de la reddition de Lee. Le 19 avril, Vaughn rejoint l'escorte de Jefferson Davis à Charlotte. Le 10 mai, Vaughn se rend.

## Après la guerre
Inculpé pour trahison dans le Tennessee, en octobre 1865, Vaughn part avec sa famille dans le comté de Thomas, Géorgie. En 1870, Vaughn retourne à Sweetwater, le Tennessee et est élu à l'assemblée générale de l'État (1871-1873). En 1874, il plaide coupable d'avoir utilisé de fausses identités pour frauder une pension de veuve et est condamné à une amende de 1 000 $. En 1874, Vaughn retourne dans le sud de la Géorgie.

## Vie personnelle
Vaughn se marie dans les années 1840.

## Mort et mémoire
Le 10 septembre 1875, à l'âge de 51 ans, il décède d'une méningite, et est enterré avec les honneurs militaires à Greenwood, en Géorgie. Sa petite-fille, Marie Lua Gibson, a épousé le procureur White Burkett Miller.